# Moderna Museet

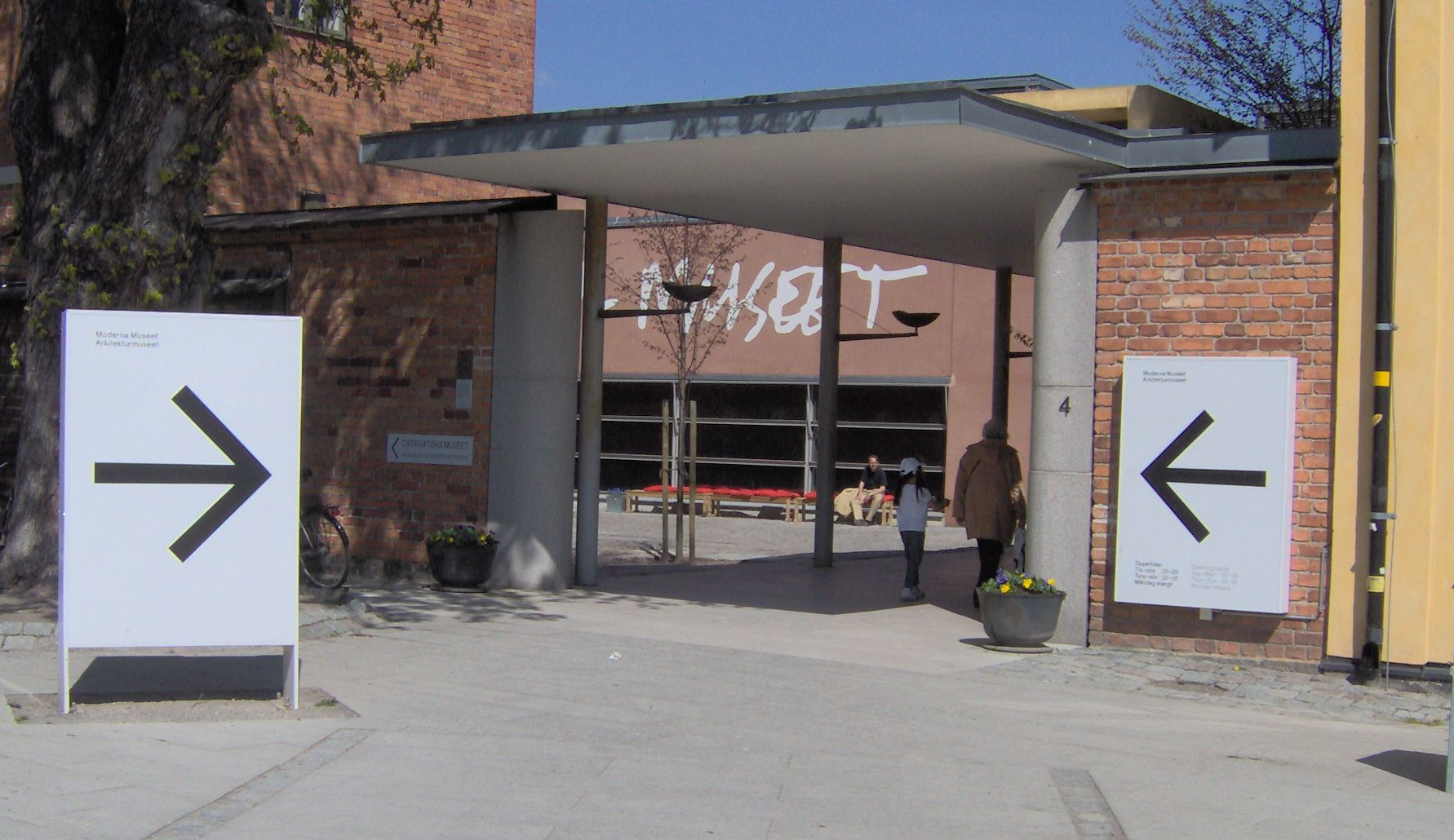
Eingang zum Museum

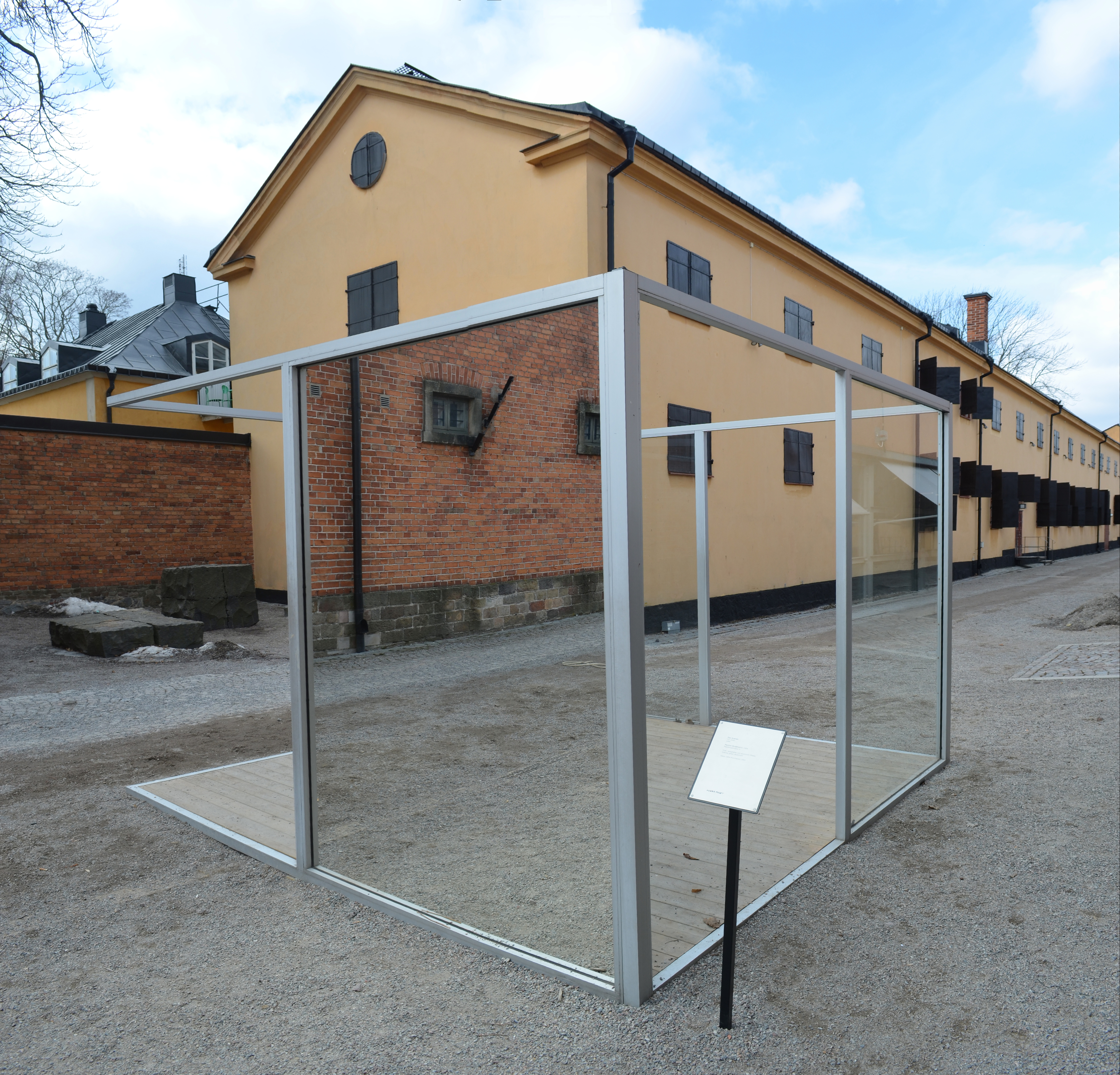
„Pavilion Sculpture 2“ von Dan Graham aus dem Jahr 1982 vor dem Museum

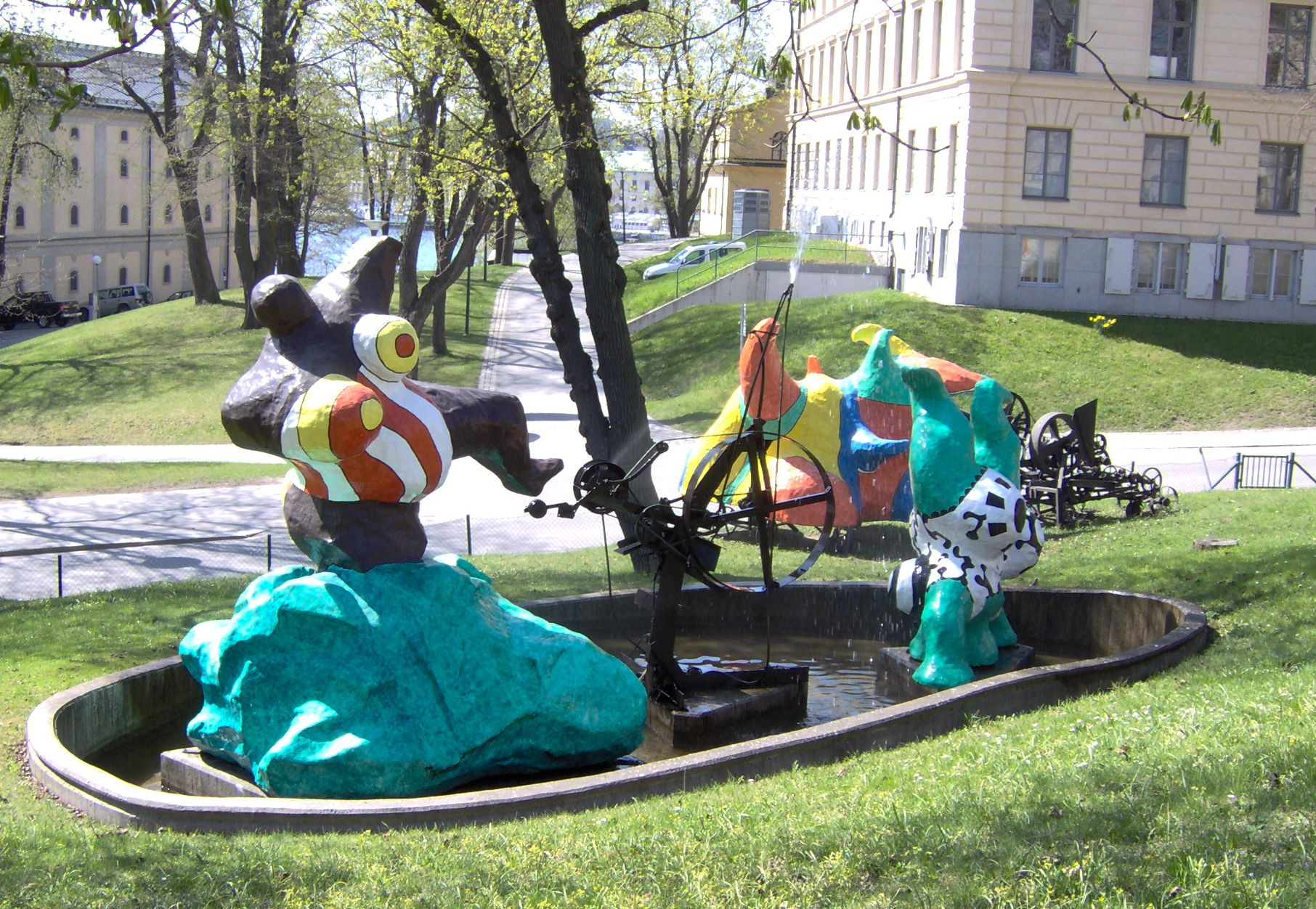
Le Paradis fantastique von Niki de Saint Phalle und Jean Tinguely, im Skulpturenpark des Museums, 1966

Das Moderna Museet, Museum für Moderne Kunst, ist ein staatliches Museum für schwedische, nordische und internationale moderne und zeitgenössische Kunst auf der Insel Skeppsholmen in Stockholm. Es wurde 1958 eingeweiht und beherbergt Sammlungen moderner Malerei, Skulpturen und Fotografien.

## Organisation
Das Moderna Museet gehört wie das Nationalmuseum und das Ostasiatische Museum zur schwedischen Behörde Statens konstmuseer (deutsch Staatliche Kunstmuseen). Dem Museum ist auch das Arkitekturmuseet (Architekturmuseum) angegliedert.

## Kunstraub
Das schon 1987 entwendete Bild Le Jardin von Henri Matisse konnte Ende 2012 sichergestellt werden.
1993 wurden sechs Gemälde von Pablo Picasso und zwei Gemälde von Georges Braque im Wert von geschätzten 60 Millionen Euro gestohlen, von denen drei Werke Picassos wiedergefunden wurden.

## Neueröffnung von 1998
1994 wurde der Fundus des Museums ausgelagert, um in der Zwischenzeit einen Neubau zu errichten. Das neue Museum wurde vom spanischen Architekten Rafael Moneo entworfen und 1998 eingeweiht. Aufgrund von Schimmelschäden wurde das Museum erneut ausgelagert, kehrte aber im Februar 2004 nach der Sanierung wieder in die alten Räume zurück.
Im Dezember 2009 wurde in Malmö ein Zweigmuseum eröffnet, das Moderna Museet Malmö.

## Direktoren
- Otte Sköld, 1958
- Bo Wennberg, 1959–1960
- Pontus Hultén, 1960–1973
- Philip von Schantz, 1973–1977
- Karin Lindegren, 1977–1979
- Olle Granath, 1980–1989
- Björn Springfeldt, 1989–1995
- David Elliot, 1996–2001
- Lars Nittve, 2001–2010
- Daniel Birnbaum, 2010–2018
- Ann-Sofi Noring 2019 (interim)
- Gitte Ørskou 2019–